# 19434 Bahuffman
19434 Bahuffman este un asteroid din centura principală de asteroizi.

## Descriere
19434 Bahuffman este un asteroid din centura principală de asteroizi. A fost descoperit pe 24 martie 1998 la Socorro, New Mexico, în cadrul proiectului LINEAR. Asteroidul prezintă o orbită caracterizată de o semiaxă mare de 2,58 ua, o excentricitate de 0,11 și o înclinație de 0,7° în raport cu ecliptica.